# Суыкбулак (Суыкбулакская поселковая администрация)
Суыкбулак (каз. Суықбұлақ) — посёлок в Жарминском районе Абайской области Казахстана. Административный центр Суыкбулакской поселковой администрации. Код КАТО — 634485100.

## Население
В 1999 году население посёлка составляло 1526 человек (751 мужчина и 775 женщин). По данным переписи 2009 года, в посёлке проживало 1299 человек (682 мужчины и 617 женщин).